# إسحاق الدبري
أبو يعقوب إسحاق بن إبراهيم بن عباد الصنعاني الدبري، (195 هـ - 285 هـ) محدث، صاحب عبد الرزاق الصنعاني، سمع تصانيفه منه في سنة 210 هـ.. قال الذهبي: مات بصنعاء في سنة خمس وثمانين ومائتين وله تسعون سنة.

## روايته للحديث النبوي
- حدث عنه: أبو عوانة الإسفرييني في "صحيحه"، وخيثمة بن سليمان، ومحمد بن محمد بن عبد الله بن حمزة الحمال، ومحمد بن عبد الله النقوي وأبو جعفر محمد بن عمرو العقيلي، وأبو القاسم الطبراني، وخلق كثير من المغاربة والرحالة.

## أقوال العلماء فيه
- مرتبته عند علماء الجرح والتعديل:
- قال أبو أحمد بن عدي الجرجاني: حدث بأحاديث منكرة.
- قال أبو جعفر العقيلي: صحح روايته وأدخله في الصحيح.
- قال أبو حاتم الرازي: سمعت يحيى بن معين أثنى عليه خيرا.
- قال أبو حاتم بن حبان البستي: ثقة.
- قال أبو عبد الله الحاكم النيسابوري: صدوق.
- قال أحمد بن حنبل: فيه نظر.
- قال ابن حجر العسقلاني: روى عن عبد الرزاق أحاديث منكرة.
- قال الدارقطني: صدوق، ما رأيت فيها خلافا إنما قيل لم يكن من رجال هذا الشأن.
- قال الذهبي: روى عن عبد الرزاق أحاديث منكرة فوقع التردد فيها هل هي منه فانفرد بها أو هي معروفة مما تفرد به عبد الرزاق.
- قال مسلمة بن القاسم الأندلسي: لا بأس به
- يحيى بن معين: أثني عليه خيرا.
- قال ابن عدي : استصغر في عبد الرزاق، أحضره أبوه عنده وهو صغير جدا فكان يقول: قرأنا على عبد الرزاق أي قرأ غيره، وهو يسمع. قال: وحدث عنه بأحاديث منكرة.
- قال الذهبي: ساق له ابن عدي حديثا واحدا من طريق ابن أنعم الإفريقي يحتمل مثله، فأين المناكير؟ والرجل قد سمع كتبا ، فأداها كما سمعها، ولعل النكارة من شيخه، فإنه أضر بأخرة، فالله أعلم.